# Жофроа д'Естрад
Жофроа, граф д'Естрад (Godefroi, Comte d'Estrades) (1607 - 1686) е френски дипломат и военен деец (маршал) от епохата на Луи XIV.
Роден е в град Ажен, южна Франция, във влиятелно аристократично семейство. Кариерата му като дипломат започва в навечерието на Вестфалските договори (1648) с мисии в Нидерландските провинции. Присъства на самите преговори в Мюнстер. Като посланик в Англия, през 1662 г. договаря с Чарлз II връщането на Дюнкерк към Франция. От 1663 до 1668 г. е посланик в Нидерландските провинции. Луи ХІV го изпраща през 1667 г. да посредничи за сключването на мирния договор в Бреда. От писмата на краля се вижда, че той е един от най-доверените му хора. Успоредно с дипломатическата кариера Жофроа д'Естрад се изявява и като главнокомандващ - най-вече с участието си в атаката срещу Холандия през 1672 г. Най-важният момент в живота му настъпва през 1678 г., когато преговаря от името на Краля-слънце на конференцията в Неймеген. Там се чувства комфортно от доминиращата позиция на страната му и може да диктува условията в мирните договори. Като отплата за свършената работа през 1675 г. Луи го издига в чин Маршал на Франция.